# Arhynchobdellida
Ordre
Les Arhynchobdellida  forment un ordre monophylétique de sangsues qui regroupe, comme  le taxon voisin des Rhynchobdellida, les sangsues sans proboscis,,. Il comprend des sangsues tant aquatiques que terrestres, hématophage ou prédatrices. Il se subdivise en deux sous-ordres : les Erpobdelliformes et les Hirudiniformes (qu'on rencontre parfois sous les dénomination de Pharyngobdelliformes et de Gnathobdelliformes, respectivement).

## Taxinomie
Historiquement, les Arhynchobdellida étaient répartis dans deux ordres distincts de sangsues carnivores, les Gnathobdellida (pourvues de mâchoires) et les Pharyngobdellida,,. La taxinomie actuelle n'a conservé que l'ordre des Arhynchobdellida, qu'elle subdivise en deux sous-ordres. On dénombre 215 espèces de sangsues Arhynchobdellides, réparties en 47 genres et 13 familles. Le classement des Americobdellidae, sangsues terrestres pourvues d'amorces de lèvres, reste incertain.

### Erpobdelliformes
Les Erpobdelliformes sont des prédateurs sans mâchoires d'invertébrés aquatiques, allant des larves d'insectes aux petits mollusques et aux vers annélides,. Contrairement aux autres sangsues, elles ne sont pas parasites,." Leur pharynx, qui peut atteindre jusqu'au tiers de la taille de cette sangsue, est replié en spirale et se déploie pour attraper les proies.

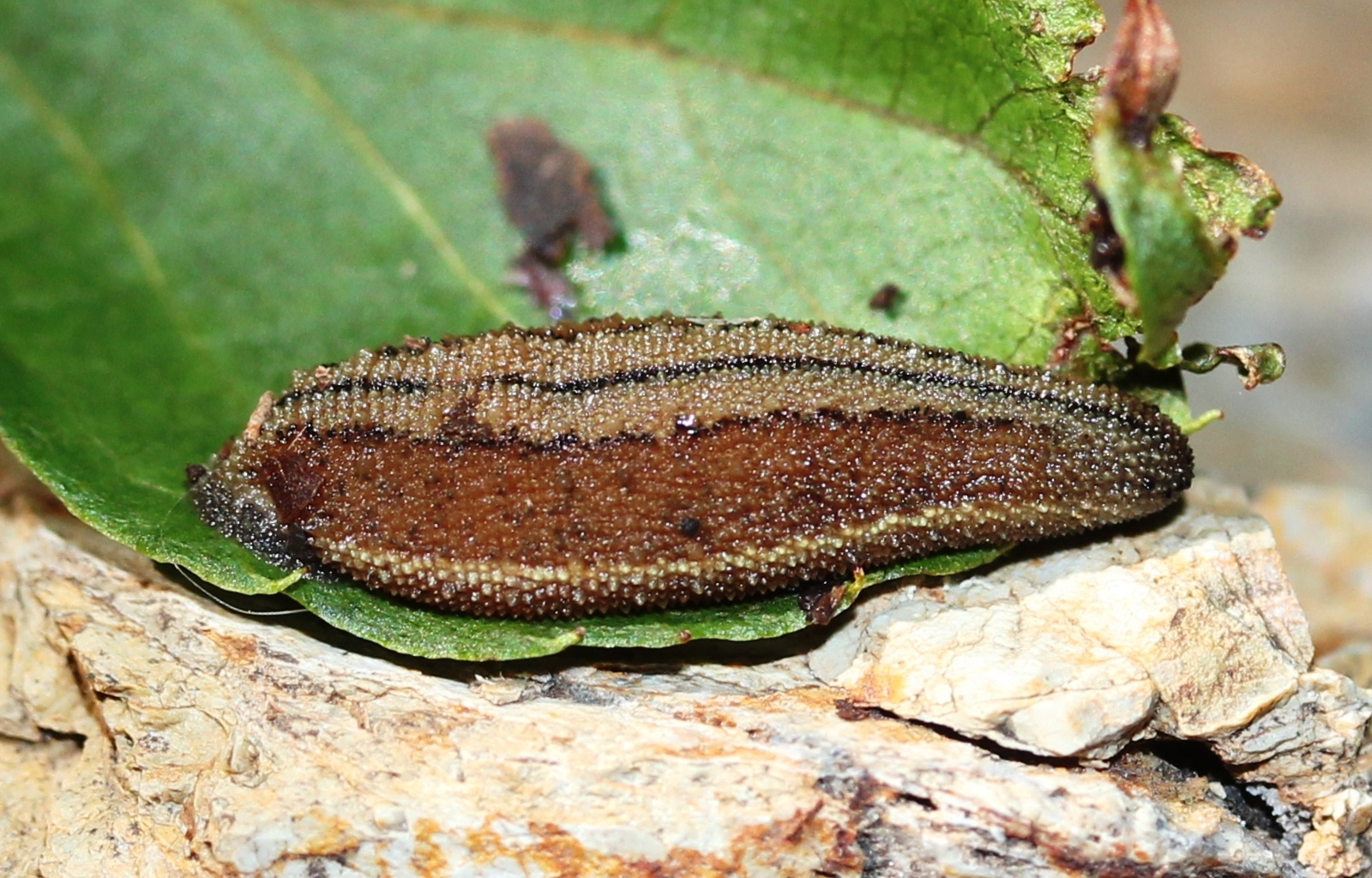
Haemipsida zeylanica japonica (Hirudiniformes:Haemipsidae)

### Hirudiniformes
Les Hirudiniformes constituent un sous-ordre regroupant les espèces munies de dents,